# Pekka Saarinen
Pekka Saarinen, né le 27 juillet 1983, est un pilote automobile finlandais. Il a notamment remporté 3 championnats de Formule Renault.

## Carrière
- 2003 : Championnat d'Allemagne de Formule Renault, 19e
- 2004 : Championnat d'Allemagne de Formule Renault, 8e (1 victoire)
- 2005 : Championnat d'Allemagne de Formule Renault, champion (2 victoires)
- 2006 : Formule Renault asiatique challenge, champion (7 victoires)
  - International Formula Challenge, champion (5 victoires)
- 2007 : Formule Renault asiatique challenge, champion (9 victoires)

## Autres
- Pekka Saarinen a également participé occasionnellement à quelques manches d'Eurocup Formule Renault.
- Il a également monté l'équipe de Formule Renault « Pekka Saarinen Racing » (PSR).